# Giorgio Bertolaso
Giorgio Bertolaso (Orgiano, 10 gennaio 1918 – Roma, 29 novembre 2009) è stato un generale e aviatore italiano, veterano della seconda guerra mondiale dove conseguì quattro vittorie e venne decorato con una medaglia d'argento, una di bronzo, e della croce di guerra al valor militare. Dopo la fine del conflitto fu comandante del 154º Gruppo Volo di Ghedi, e della 4ª Aerobrigata di Grosseto equipaggiata con i Lockheed F-104G Starfighter. Negli anni settanta ricoprì gli incarichi di comandante della II Regione Aerea di Roma, Direttore Generale per il Personale Militare dell'Aeronautica, e presiedette il Consiglio superiore delle forze armate-sezione Aeronautica. È stato il padre di Guido Bertolaso, capo della Protezione Civile Italiana, e di Antonio Bertolaso, a sua volta generale pilota dell'Aeronautica Militare Italiana.

## Biografia
Nacque a Orgiano nel 1918, figlio di Guido e Antonietta. Arruolatosi nella Regia Aeronautica, nel 1938 iniziò a frequentare come allievo la Regia Accademia Aeronautica di Caserta Corso Turbine. Ottenuto il brevetto di pilota su velivolo da addestramento Breda Ba.25, e poi quello di pilota militare, uscì dall'Accademia con il grado di sottotenente venendo assegnato alla Scuola caccia di stanza all'aeroporto "Eleuteri" di Castiglione del Lago, in provincia di Perugia.
Terminato l'addestramento a Gorizia e con l'entrata in guerra del Regno d'Italia, fu assegnato con il grado di capitano al comando della 91ª Squadriglia, X Gruppo, del 4º Stormo Caccia Terrestre. Ha combattuto in Sicilia e in Africa Settentrionale Italiana, venendo decorato con una medaglia d'argento al valor militare nel 1942 per essere riuscito ad atterrare con il suo Macchi C.202 Folgore privo di un piano di coda.
Nel 1943 partecipò alla difesa aerea della Sicilia e della Calabria. Dopo la firma dell'armistizio dell'8 settembre 1943, rimase in forza alla 91ª Squadriglia continuando a combattere, con l'Aeronautica Cobelligerante Italiana (ICAF), sui Balcani, volando sui caccia Aermacchi C.205 Veltro, e Bell P-39 Airacobra.
Alla fine del conflitto gli vennero riconosciuti quattro abbattimenti, e risultava insignito di una medaglia d'argento, una di bronzo, e della croce di guerra al valor militare. Come comandante della 91ª Squadriglia effettuò oltre 150 missioni belliche, di cui 80 solo nel corso della guerra di liberazione.
Nel secondo dopoguerra entrò nella neocostituita Aeronautica Militare, volando a bordo dei Lockheed P-38 Lightning e North American P-51 Mustang.
Nel 1953, con il grado di tenente colonnello, assunse il comando del 154º Gruppo Volo, reparto alle dipendenze del 6º Stormo di stanza all'aeroporto di Ghedi. Divenuto comandante della 4ª Aerobrigata, il 13 marzo 1963 effettuò il primo volo di un pilota italiano su di un caccia bisonico Lockheed F-104G Starfighter (MM.6503), decollando dall'aeroporto di Torino-Caselle e trasferendolo su quello di Grosseto.
Successivamente è stato comandante del Poligono Sperimentale e di Addestramento Interforze di Perdasdefogu. Negli anni settanta ricoprì gli incarichi di comandante della II Regione Aerea di Roma, Direttore Generale per il Personale Militare dell’Aeronautica, e presiedette il Consiglio superiore delle forze armate-sezione Aeronautica.
Si congedò dall'AMI nel 1978 con il grado di generale di squadra aerea. Nel 1988 effettuò il giro aereo della Scandinavia, e nel 1992 compì, insieme all'amico e collega Umberto Bernardini, il giro del mondo via Russia, Siberia e Canada, a bordo di un aeroplano da turismo, il suo Piper PA-28 Archer (matricola I-NGPR). Tra il 2001 e il 2005 fu presidente dell'Aero Club di Latina.
Al compimento del suo ottantaquattresimo compleanno si lanciò per la prima volta, guidato da un istruttore, con il paracadute da un aereo. Si spense a Roma il 29 novembre 2009.

## Pubblicazioni
- Ricordi di un vecchio aviatore - In guerra col 4º Stormo, Aviolibri, Roma, 2006.
- Il Mio Giro del Mondo, IBN Editore, Roma, 2011.[2]

### Annotazioni
1. ↑  In quegli anni la sede dell'Accademia era a Caserta, si veda
2. ↑  Definì la grande accelerazione dello Starfighter al decollo come: un calcio nel sedere.
3. ↑  Amico fraterno e preparatore di Enzo Maiorca, nel 1973 realizzò il record di profondità per militari raggiungendo -80 metri.
4. ↑  La coppia Bertolaso-Bernardini a bordo del velivolo monomotore volarono per 35.000 chilometri, in 16 tappe coperte in 22 giorni. Per ovviare ai limiti di autonomia dell'aereo, dotato di un serbatoio di dimensioni ridotte, caricarono nell'abitacolo cinque taniche ognuna della capacità di 25 litri, travasando il carburante nel serbatoio principale tramite l'utilizzo di una pompa da bicicletta.
5. ↑  Con sei aerei dell'Aeroclub di Latina ripercorse l'itinerario della Crociera del Mediterraneo che nel 1929 approdò ad Odessa.

### Fonti
1. 1 2 3 4 5 6 7 8 9  Messaggero Veneto.
2. 1 2 3 4  Aeronautica n.12, dicembre 2011, p. 21.
3. 1 2  Aviation Report.
4. ↑   Grande ufficiale OMRI Giorgio Bertolaso, su quirinale.it, Quirinale. URL consultato il 12 giugno 2013.